# Veronica macrocarpa
Veronica macrocarpa är en grobladsväxtart som beskrevs av Vahl. Veronica macrocarpa ingår i släktet veronikor, och familjen grobladsväxter. Utöver nominatformen finns också underarten V. m. latisepala.